# Скерішоара (Алба)
Скерішоара (рум. Scărișoara) — село у повіті Алба в Румунії. Адміністративний центр комуни Скерішоара.
Село розташоване на відстані 336 км на північний захід від Бухареста, 68 км на північний захід від Алба-Юлії, 65 км на південний захід від Клуж-Напоки, 148 км на північний схід від Тімішоари.

## Населення
За даними перепису населення 2002 року у селі проживали 734 особи. Рідною мовою 733 особи (99,9%) назвали румунську.
Національний склад населення села:
| Національність | Кількість осіб | Відсоток |
| -------------- | -------------- | -------- |
| румуни         | 507            | 69,1%    |
| цигани         | 227            | 30,9%    |